# Asphotrophia peshawarensis
Asphotrophia peshawarensis är en tvåvingeart som först beskrevs av Mani 1938.  Asphotrophia peshawarensis ingår i släktet Asphotrophia och familjen gallmyggor.
Artens utbredningsområde är Pakistan. Inga underarter finns listade i Catalogue of Life.